# (4006) Sandler
(4006) Sandler (1972 YR) est un astéroïde de la ceinture principale.

## Description
(4006) Sandler (1972 YR) est un astéroïde de la ceinture principale, découvert le 29 décembre 1972 par l'astronome soviétique Tamara Smirnova à l'Observatoire d'astrophysique de Crimée. 
Il a été nommé d'après le chef de chœur de la Radio et Télévision de Léningrad Grigori Sandler, à l'occasion de son soixantième anniversaire.